# Hjörsey
Hjörsey is met zijn oppervlak van 5,5 vierkante kilometers het op twee na grootste eiland van IJsland. Het ligt tezamen met tientallen andere kleine eilandjes in de Faxaflói (Faxabaai), ongeveer 1 kilometer uit de kust niet ver van de inmonding van de Borgarfjörður (Borgarfjord). Het was tot 1896 een belangrijk eiland voor de omgeving met goede weidegronden en vismogelijkheden. Het bezat tevens een kerk. Door de invloed van zee en zand is veel van het vruchtbare land verloren gegaan en is het eiland nu onbewoond. Het hoogste punt ligt op 12 meter boven de zeespiegel.